# Estación de Thieux - Nantouillet
La estación de Thieux - Nantouillet es una estación ferroviaria francesa situada en la comuna de Thieux, cerca de Nantouillet en el departamento de Seine et Marne, al noreste de París. Por ella circulan los trenes de cercanías de la línea K del Transilien.

## Historia
Cuando la Compañía de Ferrocarriles del Norte puso en servicio el tramo Sevran - Villers-Cotterêts, en 1861, la línea se limitaba a cruzar, en línea recta, la comuna de Thieux sin tener ninguna parada en ella. En 1870, la celebración de un evento donde se iban a reunir los agricultores y ganaderos del departamento llevó a la compañía a construir una estación provisional para facilitar la llegada de ilustres visitantes como el barón de Rothschild. Sin embargo, la estación no tuvo continuidad. Finalmente entre 1902 y 1903 se decidió abrir un apeadero de forma definitiva cerca de un paso a nivel, hoy sustituido por un puente que pasa por encima de las vías. 

## Descripción
La estación situada en una prolongada recta, a unos 300 metros del primer núcleo urbano, se configura como un simple apeadero. Carece de cualquier tipo de actividad comercial. Se compone de dos estrechos andenes laterales y de dos vías. Apenas dos pequeños refugios cubiertos se sitúan en ambos andenes. El equipamiento mínimo del lugar se completa con una máquina expendedora de billetes y unos paneles informativos. 
Tampoco dispone de aparcamiento o de conexión con ningún otro medio de transporte público.